# Aleuroclava kharazii
Aleuroclava kharazii is een halfvleugelig insect uit de familie witte vliegen (Aleyrodidae). De wetenschappelijke naam van deze soort werd voor het eerst geldig gepubliceerd door Manzari en Shahbazvar in 2010.